# Papy Lukata Shumu
Papy Lukata Shumu (Kinshasa, 23 de Abril de 1978) é um jogador de futebol congolês que já jogou no Atlético Sport Aviação e posteriormente transferiu-se para o Atlético Petróleos Luanda.
Fez parte da Seleção Congolesa de Futebol, no Campeonato Africano das Nações de 2004, equipa esta que terminou no último lugar do seu grupo na primeira rodada da competição, deixando de garantir a qualificação para os quartos-de-final.
Actua como guarda-redes.